# Otakar John
Otakar John (28. ledna 1890 Soběslav – 27. října 1967 Mělník) byl český botanik, ochránce přírody, veslař a středoškolský učitel, později ředitel reálného gymnázia v Mělníku.

## Život
Otakar John se narodil 28. ledna 1890 v Soběslavi, kde vyrůstal. Studoval na Filozofické fakultě Univerzity Karlovy, kterou v prosinci 1916 úspěšně dokončil. Od roku 1913 působil jako profesor zoologie a botaniky na reálném gymnáziu v Mělníku. Ve městě rovněž pořádal vzdělávací přednášky.
Celý život se věnoval veslování, více než dvacet tři let působil jako kapitán Klubu veslařů mělnických 1881. V roce 1954 encyklopedii Veslování zaměřující se na tento sport.
Rovněž byl působil jako muzikant, hrál na kontabas a tympány. Věnoval se ochraně přírody a zasadil se o zřízení přírodní rezervace v oblasti Kokořínska.
Otakar John zemřel 27. října 1967 v Mělníku ve věku 77 let. Pohřben byl na místním hřbitově v rodinné hrobce.
Jeho sestrou byla česká sochařka Helena Johnová.